# Tetragoneura hepperi
Tetragoneura hepperi är en tvåvingeart som beskrevs av Duret 1976. Tetragoneura hepperi ingår i släktet Tetragoneura och familjen svampmyggor. Inga underarter finns listade i Catalogue of Life.